# بيكر (لويزيانا)
بيكر (بالإنجليزية: Baker, Louisiana)‏ هي مدينة تقع في الولايات المتحدة في لويزيانا.  يقدر عدد سكانها بـ 13,895 نسمة .

## التركيبة السكانية
حدّد مكتب تعداد الولايات المتحدة بيانات التركيبة السكانية لبيكر في تعداد الولايات المتحدة. في ما يلي، التركيبة السكانية حسب تعدادي 2000 و2010.

### تعداد عام 2000
بلغ عدد سكان بيكر 13,793 نسمة بحسب تعداد عام 2000، وبلغ عدد الأسر 4,971 أسرة وعدد العائلات 3,785 عائلة مقيمة في المدينة. في حين سجلت الكثافة السكانية 633.6 نسمة لكل كيلومتر مربع (1,641.0/ميل2). وبلغ عدد الوحدات السكنية 5,389 وحدة بمتوسط كثافة قدره 247.5 لكل كيلومتر مربع (641.0/ميل2).
وتوزع التركيب العرقي للمدينة بنسبة 45.97% من البيض و52.36% من الأمريكيين الأفارقة و0.28% من الأمريكيين الأصليين و0.22% من الأمريكيين ذوي الأصول الآسيوية و0.01% من سكان جزر المحيط الهادئ و0.17% من الأعراق الأخرى و0.99% من عرقين مختلطين أو أكثر و0.86% من الهسبانيون أو اللاتينيون من أي عرق.
بلغ عدد الأسر 4,971 أسرة كانت نسبة 44.6% منها لديها أطفال تحت سن الثامنة عشر تعيش معهم، وبلغت نسبة الأزواج القاطنين مع بعضهم البعض 50.6% من أصل المجموع الكلي للأسر، ونسبة 21.4% من الأسر كان لديها معيلات من الإناث دون وجود شريك،  بينما كانت نسبة 4.1% من الأسر لديها معيلون من الذكور دون وجود شريكة وكانت نسبة 23.9% من غير العائلات. تألفت نسبة 20.6% من أصل جميع الأسر من عدة أفراد يعيشون في نفس المنزل ونسبة 6.7% كانت تتألف من شخص يعيش بمفرده يبلغ من العمر 65 عاماً أو أكثر. وبلغ متوسط حجم الأسرة المعيشية 2.75، أما متوسط حجم العائلات فبلغ 3.18.
بلغ العمر الوسطي للسكان 31.7 عاماً. وكانت نسبة 29.8% من القاطنين تحت سن الثامنة عشر، وكانت نسبة 10.6% بين الثامنة عشر والرابعة والعشرين عاماً، ونسبة 28.4% كانت واقعةً في الفئة العمرية ما بين الخامسة والعشرين والرابعة والأربعين عاماً، ونسبة 20.9% كانت ما بين الخامسة والأربعين والرابعة والستين، ونسبة 9.6% كانت ضمن فئة الخامسة والستين عاماً فما فوق. يوجد لكل 100 أنثى 84.3 ذكر، ويوجد لكل 100 أنثى في الثامنة عشر من عمرها فما فوق 79.6 ذكر.
بلغ متوسط دخل الأسرة في المدينة 35,151 دولارًا، أما متوسط دخل العائلة فبلغ 38,621 دولارًا. وكان متوسط دخل الذكور 31,791 دولارًا مقابل 22,177 دولارًا للإناث. وسجل دخل الفرد الخاص بالمدينة 14,920 دولارًا. وكانت نسبة 13.4% من العائلات ونسبة 15.5% من السكان تحت خط الفقر، وكان من هؤلاء نسبة 23.8% تحت سن الثامنة عشر ونسبة 10.5% في الخامسة والستين من العمر وما فوق.

### تعداد عام 2010
بلغ عدد سكان بيكر 13,895 نسمة بحسب تعداد عام 2010، وبلغ عدد الأسر 4,950 أسرة وعدد العائلات 3,605 عائلة مقيمة في المدينة. في حين سجلت الكثافة السكانية 638.3 نسمة لكل كيلومتر مربع (1,653.2/ميل2). وبلغ عدد الوحدات السكنية 5,314 وحدة بمتوسط كثافة قدره 244.1 لكل كيلومتر مربع (632.2/ميل2).
وتوزع التركيب العرقي للمدينة بنسبة 20.53% من البيض و77.29% من الأمريكيين الأفارقة و0.33% من الأمريكيين الأصليين و0.18% من الأمريكيين ذوي الأصول الآسيوية و0.51% من الأعراق الأخرى و1.17% من عرقين مختلطين أو أكثر و1.23% من الهسبانيون أو اللاتينيون من أي عرق.
بلغ عدد الأسر 4,950 أسرة كانت نسبة 40.7% منها لديها أطفال تحت سن الثامنة عشر تعيش معهم، وبلغت نسبة الأزواج القاطنين مع بعضهم البعض 39.3% من أصل المجموع الكلي للأسر، ونسبة 27.9% من الأسر كان لديها معيلات من الإناث دون وجود شريك،  بينما كانت نسبة 5.6% من الأسر لديها معيلون من الذكور دون وجود شريكة وكانت نسبة 27.2% من غير العائلات. تألفت نسبة 23.4% من أصل جميع الأسر من عدة أفراد يعيشون في نفس المنزل ونسبة 7.2% كانت تتألف من شخص يعيش بمفرده يبلغ من العمر 65 عاماً أو أكثر. وبلغ متوسط حجم الأسرة المعيشية 2.77، أما متوسط حجم العائلات فبلغ 3.26.
بلغ العمر الوسطي للسكان 33.4 عاماً. وكانت نسبة 28.6% من القاطنين تحت سن الثامنة عشر، وكانت نسبة 9.8% بين الثامنة عشر والرابعة والعشرين عاماً، ونسبة 26% كانت واقعةً في الفئة العمرية ما بين الخامسة والعشرين والرابعة والأربعين عاماً، ونسبة 24.1% كانت ما بين الخامسة والأربعين والرابعة والستين، ونسبة 11.5% كانت ضمن فئة الخامسة والستين عاماً فما فوق. وتوزع التركيب الجنسي للسكان بنسبة 46.4% ذكور و53.6% إناث.

## المدن التوأمة
مدينة Joal-Fadiouth هي مدينة توأمة لـبيكر (لويزيانا).

## أعلام
- ريجي جاكسون
- جاي توماس